# Bluesky
Bluesky (обычно сокращается как Bsky) — децентрализованный сервис микроблогов и социальная сеть. Платформа создана Bluesky Social, некоммерческой корпорацией, расположенной в США, как проверка концепции AT Protocol — протокола передачи данных для распределённых социальных сетей. Должность CEO компании занимает Джей Грабер, а создатель XMPP Джереми Миллер входит в совет директоров.
Первоначально компания Bluesky была создана на базе Twitter, Inc., управлявшей на тот момент Твиттером. В 2021 году она наняла первых сотрудников и в том же году была зарегистрирована в форме независимой компании по обеспечению общественных интересов.
Первоначально Bluesky находилась в стадии бета-тестирования только для приглашённых пользователей. 6 февраля 2024 года регистрация на платформе стала открытой для всех желающих.
Помимо сайта, соцсеть доступна через приложение для iOS и Android. Социальную сеть неоднократно характеризовали как похожую на Твиттер (X).

## История социальной сети
В 2021 году Bluesky описывалась как инициатива по разработке децентрализованного протокола для социальных сетей, в котором многочисленные социальные сети, каждая со своими системами курирования и модерации, взаимодействуют с другими социальными сетями на основе открытого стандарта. Каждая социальная сеть, использующая этот протокол, будет называться «приложением» (англ. application). По состоянию на 2023 год Bluesky управляет собственной официальной сетью Bluesky Social — централизованным сервисом, работающим на проприетарном ПО для серверов и клиентских приложений, в то время как часть реализации протокола была выпущена под лицензией MIT. В 2022 году об использовании технологии блокчейн в протоколе или сервисе не заявлялось.
Активные пользователи называют сообщения на платформе «скитами» (skeets) (сочетание слов sky — «небо» и tweets — «твиты»), несмотря на то, что CEO компании Джей Грабер просила пользователей не называть их подобным образом.
Первым ранним выпуском протокола компании Bluesky стал Authenticated Data Experiment (ADX; с англ. — «Эксперимент с аутентифицированными данными»), опубликованный в середине 2022 года. В нём использовались хранилища персональных данных, которые должны были контролироваться отдельными пользователями и опционально поддерживаться социальными сетями. Заявленная цель заключалась в том, чтобы предоставить пользователям возможность размещать сообщения без ущерба для их видимости другим пользователям, так как основное хранение данных будет осуществляться при помощи хранилищ персональных данных, а сети будут заниматься их распространением среди других пользователей. Позднее в разделе часто задаваемых вопросов о протоколе это различие было описано как разделение между уровнями «речи» и «охвата». В октябре 2022 года Bluesky выпустила упрощённую версию протокола под названием «AT Protocol» и техническую документацию к ней.
В октябре 2022 года компания Bluesky запустила список ожидания для сервиса, который будет использовать этот протокол. На момент выпуска Bluesky протокол решал только вопросы функциональной совместимости и не объяснялось, как при помощи него предполагается изменить способы монетизации и модерации контента на платформах. В феврале 2023 года Bluesky выпустила приложение для iOS в виде доступной только по приглашению бета-версии: сервис был доступен только тем пользователям, которые получили код приглашения от компании или от уже существующего пользователя. В своём обзоре на приложение обозреватель TechCrunch назвала его «рабочим, хотя пока и довольно пустым», а также «похожим на Твиттер». В апреле того же года приложение было выпущено для Android.
После запуска приложения для Android в апреле 2023 года социальная сеть достигла численности около 50 тысяч пользователей. При запуске возникли технические проблемы, в том числе ошибка, приводящая к появлению некорректных уведомлений. В мае 2023 года исходный код Bluesky Social был сделан открытым на условиях лицензии MIT. В декабре публикации на сайте стали доступны для посетителей без аккаунтов.
В сентябре 2023 года количество пользователей социальной сети достигло 1 млн человек, в ноябре того же года — 2 млн человек.
За несколько дней, прошедших с запрета «X» в Бразилии, соцсеть набрала 2 млн новых подписчиков. При этом общее количество зарегистрированных пользователей платформы до этого составляло 8 млн.
В ноябре 2024 года аудитория соцсети составила 14,5 млн пользователей. Всего за неделю после выборов Президента США она пополнилась на 700 тыс. человек в результате миграции части пользователей из «X». Всего с сентября аудитория Bluesky увеличилась на 5,5 млн.
В марте 2025 года появилось приложение для публикации фото и видео Flashes, созданное на основе Bluesky. Оно имеет интерфейс, напоминающий Instagram, и работает на открытом протоколе AT Protocol.
В апреле 2025 года Bluesky ограничила доступ 72 турецким пользователям из-за давления властей Турции.

## История компании
Джек Дорси, занимавший на тот момент должность CEO Твиттера, впервые объявил об инициативе Bluesky в 2019 году в Твиттере. Её руководителем стал технический директор (а позднее CEO) Твиттера Параг Агравал, который в начале 2020 года пригласил первых членов рабочей группы. Группа расширилась за счёт представителей существующих децентрализованных сетей Mastodon и ActivityPub. Она координировала свои действия с помощью программного обеспечения чата Element. Твиттер заказал у Джей Грабер из децентрализованной соцсети Happening подготовку технического обзора существующих децентрализованных социальных сетей. В августе 2021 года её назначили на должность руководителя компании Bluesky. Официальная регистрация компании прошла в конце 2021 года в форме общественного ООО (public benefit LLC), независимого от Твиттера.
Руководство Твиттера одобрило масштаб и цели инициативы, в том числе то, что должен включать в себя сам протокол и что должно быть оставлено на усмотрение приложений (социальных сетей, построенных на основе стандарта). В числе этих целей — предоставление приложениям возможности настраивать свою систему модерации, возложение на приложения ответственности за соблюдение требований и выполнение запросов на удаление, а также предотвращение того, чтобы алгоритмы вирусности усиливали полемику и моральное негодование. Рабочая группа не пришла к единому мнению относительно этих целей, поэтому Твиттер решил представить индивидуальные предложения, которые варьировались от усиления существующих стандартов до одобрения совместимости стандартов, позволяя данным об использовании решать, куда вкладывать средства. В начале 2021 года Bluesky находилась на стадии исследования, когда 40—50 человек из сообщества децентрализованных технологий оценивали варианты и собирали предложения по протоколу. Первые три сотрудника компании были наняты в марте 2022 года. Примерно в то же время Дорси признал медленный прогресс развития Bluesky.
Подразделение Твиттера, занимающееся блокчейном, о создании которого было объявлено в ноябре 2021 года, планировало сотрудничать с инициативой Bluesky. Глава этого подразделения покинул свой пост после приобретения Твиттера Илоном Маском в конце 2022 года. Уход персонала сделал неясным будущее команды. Поглощение Маском не оказало мгновенного влияния на деятельность Bluesky как самостоятельной компании, но затрагивает её долгосрочное финансирование. В апреле 2022 года Bluesky получила от Твиттера 13 млн долларов по первоначальному предложению Маска. Ади Робертсон из The Verge писал, что даже при наличии независимости Bluesky контроль Маска над Твиттером позволяет легко прекратить финансирование Bluesky, поскольку её основные сторонники покинули Твиттер.
В июле 2023 года компания Bluesky объявила о привлечении 8 млн долларов в рамках посевного (начального) раунда финансирования. Посевной раунд возглавила компания Neo, партнёрами которой являются соучредитель Code.org Али Партови и бывший директор по управлению продуктами Твиттера Сюзанна Кси; среди других инвесторов были Джо Беда (соавтор Kubernetes), Боб Янг из Red Hat, Амджад Масад из Replit, Амир Шеват, Хизер Микер, Джероми Джонсон и Automattic. Bluesky планирует использовать привлечённые средства для развития команды, управления операционной деятельностью, оплаты инфраструктурных расходов и развития технологии AT Protocol, на которой она работает.
До проведения посевного раунда на сайте Bluesky компания описывалась как общественное ООО, принадлежащее Грабер и другим сотрудникам Bluesky. После него компания стала описывать себя как общественная корпорация с отдельным налогообложением (public-benefit C Corp). Компания не раскрывала публично свой устав.

## Протокол
В мае 2022 года Bluesky представила открытый исходный код ранней версии протокола распределенной социальной сети, получившего название Authenticated Data Experiment (ADX). Впоследствии он был переименован в AT Protocol (Authenticated Transfer Protocol). Команда открыла раннюю версию своего кода и разместила его под лицензией MIT, чтобы процесс разработки был доступен широкой публике.